# Tim Commerford

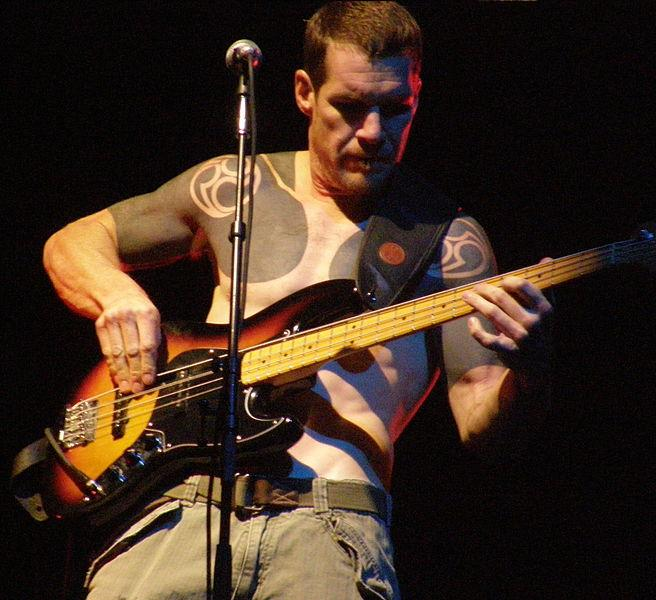
Tim Commerford (2007)

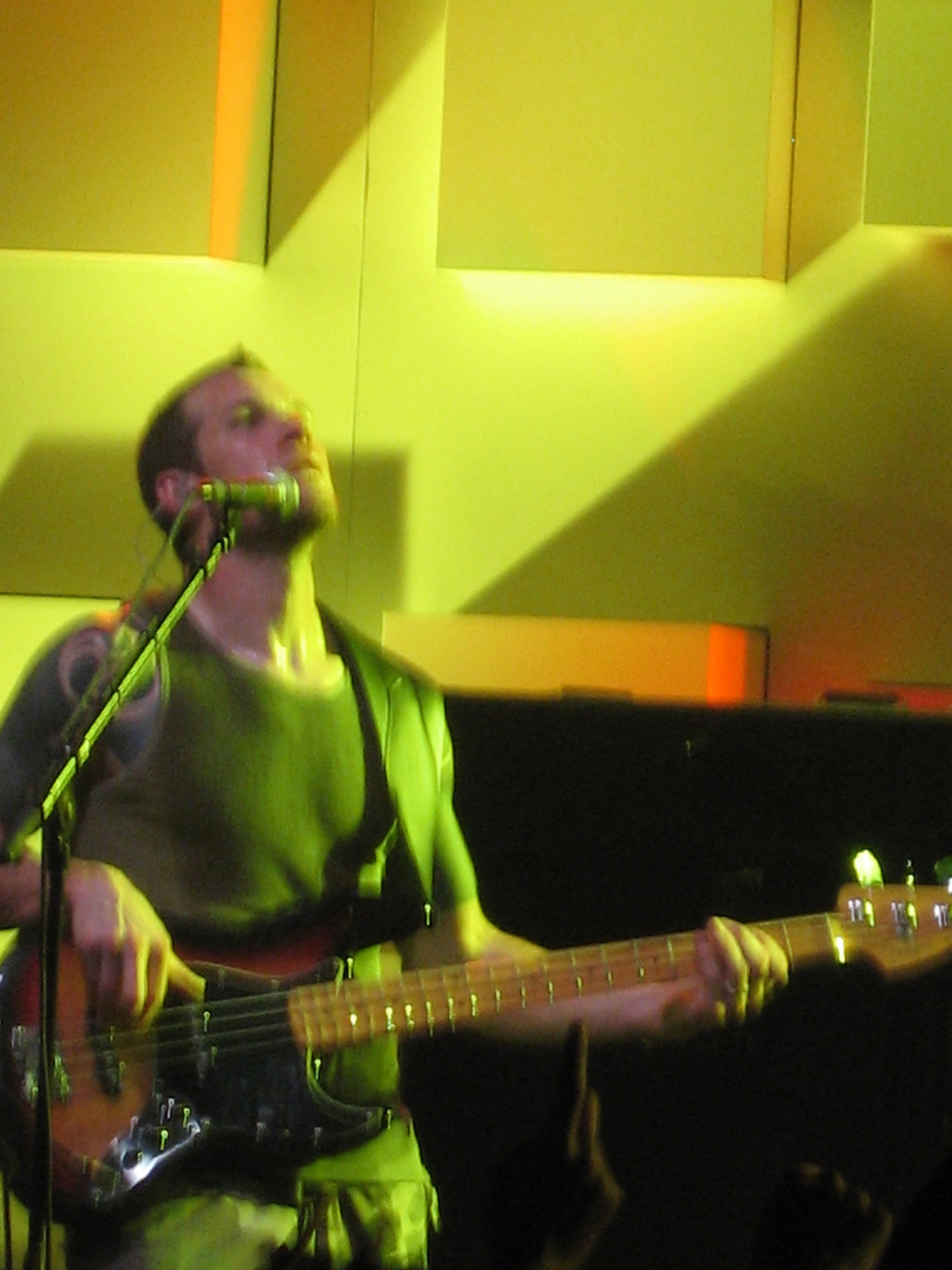
Tim Commerford mit Audioslave auf dem Montreux Jazz Festival am 5. Juli 2005.

Tim Commerford (* 26. Februar 1968, Irvine, Kalifornien) ist ein US-amerikanischer Rock-Bassist. Bekannt wurde er durch seine Arbeit bei Rage Against the Machine und Audioslave.
Im Jahr 2014 listete ihn das Magazin Paste in der Liste Die 20 meistunterschätzten Bassisten auf Platz 8.

## Werdegang
Commerfords Vater war Flugwissenschaftsingenieur und arbeitete am Space-Shuttle-Programm. Seine Mutter war Mathematikerin. Er ist das jüngste von fünf Kindern. Als bei seiner Mutter Krebs diagnostiziert wurde, ließ der Vater sich scheiden und verließ die Familie, woraufhin seine Mutter mit seiner Schwester nach Sacramento, Kalifornien, zog. Commerford blieb bei seinem Vater in Orange County.
Dort hatte er auf der Schule Zack de la Rocha kennengelernt, der ihn zum Bassspiel brachte. Mit dem Gitarristen Tom Morello und dem Drummer Brad Wilk gründeten sie später Rage Against the Machine (RATM). 

Commerfords Spielstil bei Rage Against the Machine war geprägt durch die häufige Benutzung eines Verzerrers und eines Bass-Wah-Wah-Pedals (etwa in Calm like a Bomb).
Rage Against The Machine waren unter vielen anderen für den Award „Bestes Rock-Video“ bei den MTV Video Music Awards 2000 nominiert. Doch der Award ging an Limp Bizkit. Als deren Frontmann Fred Durst seine Rede vortrug, kletterte Commerford auf das Bühnengerüst und drohte zu springen. Fred Durst antwortete zu dieser Aktion, Limp Bizkit sei die „meistgehasste Band der Welt“. Die Regie beschloss, schnell eine Werbepause einzulegen. Tim Commerford und seine Bodyguards wurden für diesen Spaß zu einer Nacht Gefängnis verurteilt.
Als Zack de la Rocha die Band verließ, um eine Solo-Karriere zu verfolgen, kamen die verbliebenen drei RATM-Musiker auf Bestreben des bekannten Produzenten Rick Rubin mit dem ehemaligen Soundgarden-Sänger Chris Cornell zusammen, und schon nach einer gemeinsamen Probe stand fest, dass man zusammen eine Band gründen werde. Diese veröffentlichte unter dem Namen "Audioslave" im November 2002 ihr gleichnamiges Debütalbum, das mit seinem Led-Zeppelin-beeinflussten Alternative-Rock sehr gute Kritiken einfuhr.
Im Jahr 2001 heiratete Tim Commerford Aleece Dimas. Mit ihr bekam er zwei Söhne. Einer der beiden hatte einen Auftritt im Musikvideo zu Like a Stone von Audioslave.
Im Frühjahr 2005 erschien das zweite Audioslave-Album Out of Exile, 2006 folgte mit Revelations das dritte Album. 
Commerford schloss sich nach dem Ausstieg von Chris Cornell 2007 wieder mit den anderen beiden Bandmitgliedern und Zack de la Rocha zu Rage Against the Machine zusammen. Zusammen mit seinem RATM-Kollegen Brad Wilk spielte er in der Band Puscifer den Song "Momma Sed", das auf dem Debütalbum V is for Vagina 2007 erschien.
Im Jahr 2013 gründete er die Band Future User und veröffentlichte 2015 ein Studioalbum mit dem Namen SteroidsOrHeroin. In diesem Jahr gründete er die Punkband Wakrat, bei der er neben dem Bass erstmals als Sänger und Frontmann in Erscheinung tritt.
Von 2016 bis zur Wiedervereinigung von Rage against the Machine 2019 spielte er zusammen mit Tom Morello und Brad Wilk in der Band Prophets of Rage, die eine Fortsetzung von Rage Against the Machine darstellen sollte. Frontsänger waren statt de la Rocha die US-amerikanischen Rapper Chuck D und B-Real.

## Diskografie (Studioalben)
Rage Against the Machine
- Rage Against the Machine (1992)
- Evil Empire (1996)
- The Battle of Los Angeles (1999)
- Renegades (2000)

Audioslave
- Audioslave (2002)
- Out of Exile (2005)
- Revelations (2006)

Puscifer
- V is for Vagina (2007)

Future User
- SteroidsOrHeroin (2015)

Prophets of Rage
- The Party's over (2016)

Wakrat
- Wakrat (2016)